# Elato (lapita)
Elato (in greco antico: Ἔλατος) fu, nella mitologia greca, un re del popolo dei lapiti.
Non se ne conosce l'ascendenza (da notare però che i lapiti erano in genere considerati discendenti del dio Apollo), ma solo la discendenza: sposò Ippea, figlia di Antippo e nipote di Mirmidone, e fu padre di Ampice, Polifemo e Ischi. Alcune fonti gli ascrivono anche la paternità di Cenide/Ceneo, che ha però, secondo altri autori, un'ascendenza diversa.